# О’Каллаган, Эдмунд Бэйли
Э́дмунд Бэ́йли О’Ка́ллаган (ок. 27 февраля 1797 — 29 мая 1880) — американский и канадский доктор и журналист, публицист.

## Биография
Родился в городе Маллоу, Ирландия. Изучал медицину в Париже, позже эмигрировал в Нижнюю Канаду и в 1823 году участвовал в реформах Нижней Канады. В 1827 году стал практикующим врачом.
В 1834 году О’Каллаган был избран в Законодательное Собрание Нижней Канады от округа Ямаска.
В 1837 году во время восстания в Нижней Канаде под угрозой ареста он сбежал в город Сен-Дени в Квебеке, после чего пересек границу с США вместе со своим другом Луи-Жозефом Папино. Позже О’Каллаган стал секретарём-архивариусом в Нью-Йорке, где работал до конца жизни и умер в 1880 году.

## Работы
- A Biographical Sketch of the Hon. Louis Joseph Papineau, Speaker of the House of Assembly of Lower Canada, published in the Sentinel of Saratoga Springs, New York, 1838 (online Архивная копия от 6 октября 2008 на Wayback Machine)
- History of New Netherland; or, New York under the Dutch, 2 volumes, New York, 1846—1848
- Jesuit relations of discoveries and other occurrences in Canada and the northern and western states of the union, 1632—1672, New York, 1847
- Laws and ordinances of New Netherlands, 1638—1674 ; compiled and translated from the original Dutch records in the office of the secretary of state, Albany, N.Y., 1868
- A list of editions of the Holy Scriptures, and parts thereof, printed in America previous to 1860, Albany, 1861
- The register of New Netherland ; 1626 to 1674, Albany, 1865